# La Rivière-de-Corps
La Rivière-de-Corps – miejscowość i gmina we Francji, w regionie Grand Est, w departamencie Aube.
Według danych na rok 1990 gminę zamieszkiwało 2631 osób, a gęstość zaludnienia wynosiła 362 osób/km².